# Chrześcijaństwo w Turkmenistanie

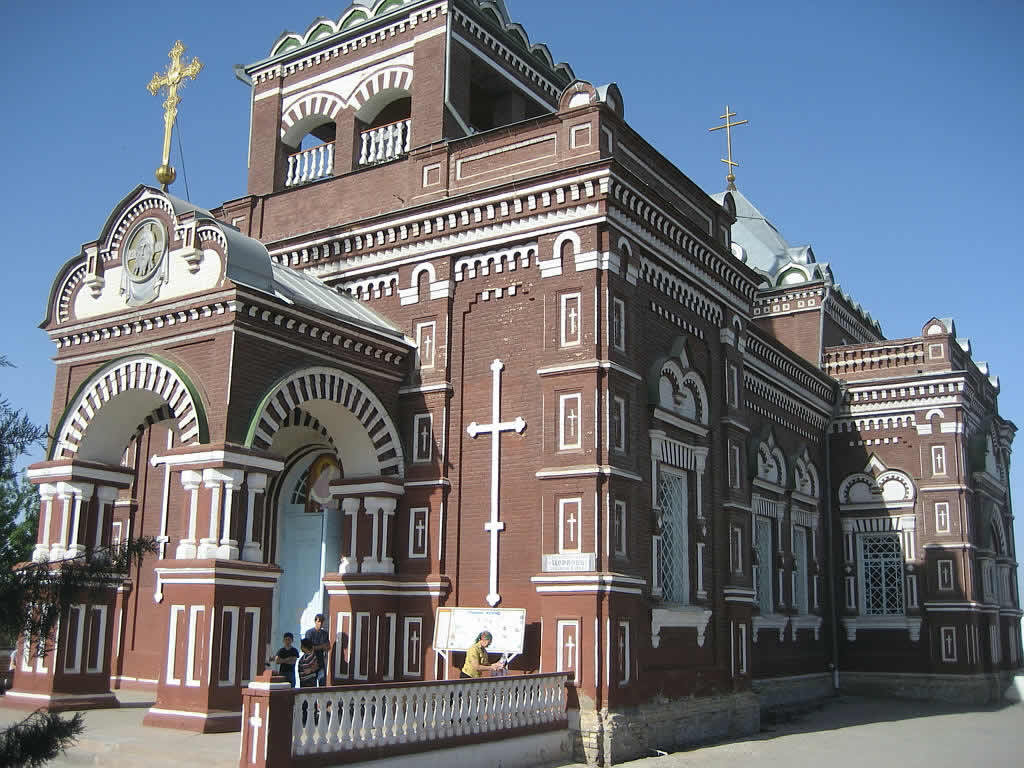
Cerkiew prawosławna Opieki Matki Bożej w Mary

Chrześcijaństwo w Turkmenistanie jest wyznawane przez około 9% społeczeństwa, mimo iż chrześcijanie często spotykają się z represjami ze strony władz i współobywateli, którzy w większości są muzułmanami. Konstytucja gwarantuje wprawdzie wolności religijne, ale z jej przestrzeganiem bywa różnie, gdyż notuje się przypadki rekwirowania Biblii czy użycia przemocy fizycznej wobec chrześcijan. W najgorszej sytuacji znajdują się etniczni Turkmeni, którzy decydują się na konwersję, gdyż uważa się ich nieomal za zdrajców. Dotykają ich najcięższe restrykcje, głównie ze strony społeczeństwa, ale zdarzały się przypadki dyskryminacji ze strony władz państwowych.

## Wyznania
Najwięcej wyznawców spośród wszystkich Kościołów chrześcijańskich w Turkmenistanie liczy sobie Rosyjska Cerkiew Prawosławna, która jest oficjalnie uznawana przez rząd w Aszchabadzie. Jej wiernymi są zarówno turkmeńscy Rosjanie, jak i etniczni Turkmeni. Parafie prawosławne w Turkmenistanie (których jest 12) są zorganizowane w dekanat, który stanowi od lipca 2011 część Środkowoazjatyckiego Okręgu Metropolitalnego. Zwierzchnikiem dekanatu jest arcybiskup piatigorski Teofilakt (Kurjanow).
W Turkmenistanie żyje ok. 200 katolików. Oprócz nich mieszkają tu także potomkowie niemieckich osadników, którzy w większości są luteranami. Istnieją tu również Kościoły takie jak Ewangelicki Kościół Baptystów, Kościół Adwentystów Dnia Siódmego, Kościół Pentekostalny i Kościół Nowoapostolski. Wszystkie organizacje religijne, począwszy od roku 2003, muszą się oficjalnie rejestrować – bez zezwolenia władz prowadzenie działalności religijnej jest zabronione, taką działalność w tym kraju prowadzi kilkuset Świadków Jehowy.